# داني داروين
داني داروين (بالإنجليزية: Danny Darwin) هو لاعب كرة قاعدة أمريكي، ولد في 25 أكتوبر 1955 في بونهام في الولايات المتحدة.

## وصلات خارجية
- داني داروين على موقع دوري كرة القاعدة الرئيسي (الإنجليزية)
- داني داروين على موقعبيزبول رفرنس.كوم (الدوري الرئيسي) (الإنجليزية)
- داني داروين على موقعبيزبول رفرنس.كوم (الدوري الثانوي) (الإنجليزية)
- داني داروين على موقع إي إس بي إن.كوم (أم.أل.بي) (الإنجليزية)
- داني داروين على موقع مشجعي الرسوم البيانية (الإنجليزية)